# Iulus (djur)
Iulus är ett släkte av mångfotingar. Iulus ingår i familjen kejsardubbelfotingar.

## Dottertaxa tillIulus, i alfabetisk ordning[1]
- Iulus albolineatus
- Iulus bicuspidatus
- Iulus bottae
- Iulus candidus
- Iulus cantoni
- Iulus cornutus
- Iulus dentatus
- Iulus dorsovittatus
- Iulus ellipticus
- Iulus fijensis
- Iulus flavotaeniatus
- Iulus frondicola
- Iulus fulviceps
- Iulus fuscounilineatus
- Iulus ganglbaueri
- Iulus gracilicornis
- Iulus graciliventris
- Iulus horvathi
- Iulus kollarii
- Iulus kraepelinorum
- Iulus lapidarius
- Iulus leprieuri
- Iulus longabo
- Iulus microporus
- Iulus multiannulatus
- Iulus nemorensis
- Iulus pyrenaicus
- Iulus relictus
- Iulus sechellarum
- Iulus similis